# Колобов, Валериан Николаевич
Валериан Николаевич Ко́лобов — советский хозяйственный, государственный и политический деятель.

## Биография
Родился 6 (19 января) 1910 года в Котласе (ныне Вологодская область). Член ВКП(б).
С 1932 года — на хозяйственной, общественной и политической работе. В 1932—1977 годы — мастер, начальник смены, старший мастер, начальник цеха, главный инженер Кемеровского коксохимического завода, главный инженер, начальник коксохимического цеха, заместитель директора, секретарь парткома ММК, директор ЧМЗ, начальник Управления металлургической промышленности Челябинского СНХ, главный инженер Главкокса.
Умер в Москве 22 июня 1977 года.

## Признание
- Сталинская премия второй степени (1951)— за коренное усовершенствование технологии и управления производством на ММК имени И. В. Сталина.